# Syd's Busy Day
Syd's Busy Day è un cortometraggio muto del 1915 diretto da Sidney De Gray.

## Produzione
Il film fu prodotto dall'Alhambra Films.

## Distribuzione
Distribuito dalla Kriterion Film Corp., il film - un cortometraggio in una bobina - uscì nelle sale cinematografiche statunitensi il 13 marzo 1915.